# Мача-Родники
Ма́ча-Родники́ — село Яковлевского сельсовета Бековского района Пензенской области.

## География
Село расположено в северной части Бековского района на речке Маче. Расстояние до административного центра села Яковлевки — 8 км, расстояние до районного центра пгт Беково — 46 км.

## История
Основано в середине XIX века на речке Маче, у родников. До отмены крепостного права находилось в собственности помещика Сазонова. В 1911 году — деревня Мача-Роднички (Сазоновка) Никольской волости Сердобского уезда Саратовской губернии, 52 двора, численность населения — 366 приписных душ, из них 187 душ мужского пола и 179 душ женского; площадь посевов у крестьян — 387 десятин, из них 187 — на надельной земле, 200 — на арендованной; имелось 4 железных плуга, 4 молотилки, 1 веялка. С 12 ноября 1923 года — в составе укрупнённой Пяшинской волости Сердобского уезда, в 1927 году — центр Мача-Родничковского (Мача-Родниковского) сельсовета. В 1928 году Мача-Родниковский сельсовет вошёл во вновь образованный Бековский район Балашовского округа Нижне-Волжского края (с 30 июля 1930 года Балашовский округ упразднён, район вошёл в Нижне-Волжский край). 4 февраля 1939 года Мача-Родники в составе Бековского района вошли во вновь образованную Пензенскую область. В 1955 году в селе располагалась центральная усадьба колхоза имени Сталина, в 1970-х годах — отделение совхоза «Грачёвский», в 1980-х — центральная усадьба совхоза «Мачинский». Мача-Родниковскую школу окончил Вячеслав Викторович Нефёдов, кандидат исторических наук, вице-президент Фонда содействия развитию русской культуры (гор. Москва). До 2010 года село являлось административным центром Мача-Родниковского сельсовета, 22 декабря 2010 года сельсовет упразднён, территория вошла в Яковлевский сельсовет.

## Население
На 1 января 2004 года — 104 хозяйства, 270 жителей. В 2007 году — 271 житель. На 1 января 2011 года численность населения села составила 233 человека.
| Численность населения, чел. | Численность населения, чел. | Численность населения, чел. | Численность населения, чел. | Численность населения, чел. | Численность населения, чел. | Численность населения, чел. | Численность населения, чел. | Численность населения, чел. | Численность населения, чел. |
| 1911                        | 1926                        | 1939                        | 1959                        | 1979                        | 1989                        | 1996                        | 2004                        | 2007                        | 2010                        |
| --------------------------- | --------------------------- | --------------------------- | --------------------------- | --------------------------- | --------------------------- | --------------------------- | --------------------------- | --------------------------- | --------------------------- |
| 366                         | ↗534                        | ↘215                        | ↘168                        | ↗341                        | ↗397                        | ↘340                        | ↘270                        | ↗271                        | ↘233                        |

## Инфраструктура
В селе имеются фельдшерско-акушерский пункт, магазин, парикмахерская, почтовое отделение. До 2010 года в селе работала основная общеобразовательная школа, которая закрыта вследствие малого количества учащихся. В настоящее время ученики доставляются автобусом в СОШ с. Яковлевки. В части здания школы находится библиотечно-досуговый центр.
Село газифицировано, имеется централизованное водоснабжение. Через село проходит автодорога регионального значения с асфальтовым покрытием «Тамала—Вишнёвое—Яковлевка—Пенза»,.

## Улицы
- Заречная;
- Петровка;
- Почтовая;
- Сазоновка;
- Шведская.